# Gunna Grähs
Gunna Grähs (né le 11 juin 1954 à Filipstad) est une auteure de bande dessinée et illustratrice suédoise. Ses travaux utilisent souvent des techniques minoritaires dans la bande dessinée, comme la gravure sur bois.

## Biographie
En 2020 et 2021, elle est sélectionnée pour le prestigieux prix suédois, le Prix commémoratif Astrid-Lindgren.

## Prix et distinctions
- 1987 : Prix Adamson du meilleur auteur suédois pour l'ensemble de son œuvre
- 2012 : Kulla-Gulla-priset
- 2020 et 2021 : Sélection pour le Prix commémoratif Astrid-Lindgren[1]